# 1992년 태평양 돌핀스 시즌
1992년 태평양 돌핀스 시즌은 태평양 돌핀스가 KBO 리그에 참가한 5번째 시즌으로, 삼미 슈퍼스타즈, 청보 핀토스 시절까지 합하면 11번째 시즌이다. 정동진 감독이 팀을 이끈 첫 시즌이며 이 과정에서 정동진 감독과 대구상고-제일은행에서 배터리로 호흡을 맞춘 류영수 전 삼성 2군감독을 수석 겸 투수코치로 영입했는데 이에 앞서 김시진 투수코치 영입설이 있었으나 태평양 측의 반대로 무산됐고 류영수 코치 영입과 함께  전임 박영길 감독 부임 당시 1군 투수코치를 맡았던 이선덕이 2군 투수코치로 자리를 옮겼다.
하지만, 정민태 정명원 등 주축 선수들이 줄줄이 부상으로 부진하자 팀은 8팀 중 정규시즌 6위에 그쳐 3년 연속으로 포스트시즌 진출에 실패했고 이 과정에서 태평양 구단은 1992년 6월 류영수 수석 겸 투수코치를 2군 투수코치, 이선덕 2군 투수코치를 수석 겸 투수코치로 보직 변경시켰다.
결국 태평양은 다음 해인 1993년 1월 김시진을 1군 투수코치로 영입했고 김시진 코치 영입 과정에서 이선덕 수석 겸 투수코치가 2군감독, 류영수 2군 투수코치가 1군 수석코치로 옮겨갔다.
그러나, 최창호 정명원 박정현 등 주축 투수들이 부상으로 신음한 데다 타격마저 부진해 1993년 꼴찌로 시즌을 마감했으며 이 과정에서 정현발 1군 타격코치와 이홍범 트레이닝코치가 같은 해(1993년) 시즌 후 계약 종료로 팀을 떠났고 이외에도 김재박 플레잉코치가 수석코치, 류영수 수석코치가 1.5군 감독으로 같은 시기 자리를 옮겼다.

## 타이틀
- 올스타전 추천선수: 박정현, 김동기
- 수비 WAR: 여태구 (1.91)
- 출장(타자): 김경기 (126)
- 희생타: 이희성 (20)
- 마무리등판: 박은진 (36)

### 퓨처스리그
- 북부리그 타율: 백성진 (0.368)
- 북부리그 3루타: 백성진, 이상현 (3)
- 평균자책점: 조웅천 (1.93)

## 선수단
- 선발투수 : 박정현, 양상문, 안병원, 최창호, 가내영
- 구원투수 : 나성열, 박상범, 정은배, 조영상
- 마무리투수 : 박은진, 정명원, 신완근, 정민태, 김민태, 정명진, 조병천, 김흥만, 신상윤
- 포수 : 김동기, 장광호, 김진한, 김홍기, 이재주
- 1루수 : 김경기, 정상진
- 2루수 : 김성갑, 김인호, 염경엽
- 유격수 : 김재박
- 3루수 : 이선웅, 원원근, 권준헌
- 좌익수 : 윤덕규, 이광근
- 중견수 : 주경업, 이희성
- 우익수 : 여태구, 정영진, 김진규
- 지명타자 : 정문언, 장덕영, 박준태, 곽권희, 오상욱, 유영환, 윤성훈, 서정민, 백성진, 황윤성

## 여담
- 6월 30일에 김력과 전일수를 웨이버 공시했다. 이는 구단 사상 첫 웨이버 공시였다.
- 여태구는 구단 사상 단일 시즌 수비 범위 관련 득점 기여 최고 기록(12.97)을 세웠다.
- 이선웅은 이 시즌을 끝으로 은퇴했는데, 구단 소속으로 통산 2974타석을 소화해 26타석 차이로 통산 규정타석 진입에 실패했다. 그러나 구단 통산 2974타석은 당시 구단 사상 최다 타석 소화 기록이었으며, 구단 통산 3000타석은 2년 후 김동기가 처음으로 달성하게 되었다.
- 이선웅은 KBO 리그 통산 3000타석 미만 타자 중 통산 최다 타수(2633)로 은퇴한 타자가 되었다.
- 박준태는 이 시즌 쌍방울 레이더스와의 경기에 24번 출전하여 단일 시즌 쌍방울 레이더스와의 경기에 가장 많이 출전한 선수가 되었다.
- 조영상는 이 시즌을 끝으로 OB 베어스로 이적하여 태평양 돌핀스 사상 통산 최저 WAR(-1.28) 기록을 세웠다.